# Archytas

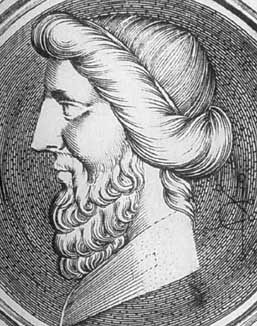
Archytas

Archytas, troligen 428–347 f.Kr., var en pythagoré som levde i Tarentum på Platons tid. Han skildras som en man av ädel karaktär samt är berömd som matematiker, statsman och fältherre. Enligt Horatius skall han ha funnit sin död i havet. 
Han hörde till Platons närmaste vänner och löste bland annat det så kallade ”Deliska problemet”, det vill säga beräkningen av sidan i en kub med dubbelt så stor volym som en given kub. Dessutom skall han ha konstruerat en primitiv flygmaskin.
De arbeten som tillskrivs honom betraktas dock nästan allesammans som oäkta.

## Eftermäle
Nedslagskratern Archytas på månen och asteroiden 14995 Archytas är uppkallad efter honom.